# Байрамгул
Байрамгул (от тюркского имени Байрамгул) — хребет на Южном Урале. Находится на правобережье реки Тюльмень к северо-западу от хребта Нары, граничит с хребтом Амшар. Высота 1017 метров.
Длина хребта составляет около 5 км, в РБ около 3 км, ширина 3 км, высота до 1010 м с плоской вершиной.
Западные склоны пологие, с множеством ложбин, восточные — крутые, местами скалистые.
Хребет сложен кварцито-песчаниками, известняками, доломитами и сланцами зигальгинской и авзянской свит среднего рифея.
На склонах — истоки притоков реки Тюльмень (бассейн реки Инзер).
Западные склоны заняты широколиственно-темнохвойными лесами на горных дерново-подзолистых почвах и светло-серых лесных. Ландшафты восточного склона изменены, леса у подножия вырублены, преобладают поляны с высоким разнотравьем.
Часть хребта находится на территории заповедника «Южно-Уральский».